# Blinden- und Sehbehindertenverband Wien, Niederösterreich und Burgenland
Der Blinden- und Sehbehindertenverband Wien, Niederösterreich und Burgenland  (BSVWNB) ist eine Selbsthilfeorganisation von und für blinde und sehbehinderte Menschen in Ostösterreich. Der Sitz des Verbandes befindet sich in Wien. Der BSVWNB ist die größte von sieben Landesorganisationen des Blinden- und Sehbehindertenverbandes Österreich (BSVÖ).

## Geschichte
Der Blinden- und Sehbehindertenverband Wien, Niederösterreich und Burgenland wurde am 20. September 1947 gegründet. 
Im Jahr 2013 benannte sich die damalige „Landesgruppe Wien, Niederösterreich und Burgenland“ in „Blinden- und Sehbehindertenverband Wien, Niederösterreich und Burgenland“ um.

## Organisation
Aufnahmekriterium ist ein Sehrest von weniger als 30 Prozent. Dies entspricht der Definition der Weltgesundheitsorganisation (WHO) zu Sehbehinderung und Blindheit. Bis 2013 stand die Organisation nur blinden und hochgradig sehbehinderten Menschen mit einem Sehrest von bis zu 10 Prozent offen.
Der Vereinssitz ist das Louis Braille Haus im 14. Wiener Gemeindebezirk. Namensgeber ist der Franzose Louis Braille, der Erfinder der Blindenschrift „Brailleschrift“.

## Aufgabe
Der BSVWNB bietet Sozialberatung, Orientierungs- und Mobilitätstraining (O&M) und Training in lebenspraktischen Fähigkeiten (LPF). Im Vereinssitz, dem Louis Braille Haus, wird auch ein Hilfsmittelshop betrieben. 
Weitere Angebote für Betroffene sind das Führhundereferat und das Netzwerk Berufliche Assistenz. Das Projekt Netzwerk Berufliche Assistenz wird vom Fonds Soziales Wien und dem Sozialministeriumsservice gefördert. Im Louis Braille Haus betreibt der BSVWNB auch ein Projekt, wo er als Arbeitgeber für blinde und sehbehinderte Menschen auftritt: ein Massage-Fachinstitut.
Das Angebot für blinde und sehbehinderte Menschen wird großteils von Spenden finanziert. Der Verband ist Träger des Österreichischen Spendengütesiegels.

## Publikationen
Die Zeitschrift „Braille Report“ wird halbjährlich herausgegeben.